# Rhynchostele
Rhynchostele – rodzaj roślin z rodziny storczykowatych (Orchidaceae) obejmujący 17 środkowoamerykańskich gatunków. Występują one w rejonie Zatoki Meksykańskiej, w Meksyku, Kostaryce, Salwadorze, Gwatemali, Hondurasie i Nikaragui. Większość gatunków występuje na wysokościach od 1500 m do 3000 m n.p.m. Obszary te są sezonowo suche, przy czym w Ameryce Środkowej są bardziej wilgotne, aniżeli te w Meksyku.  

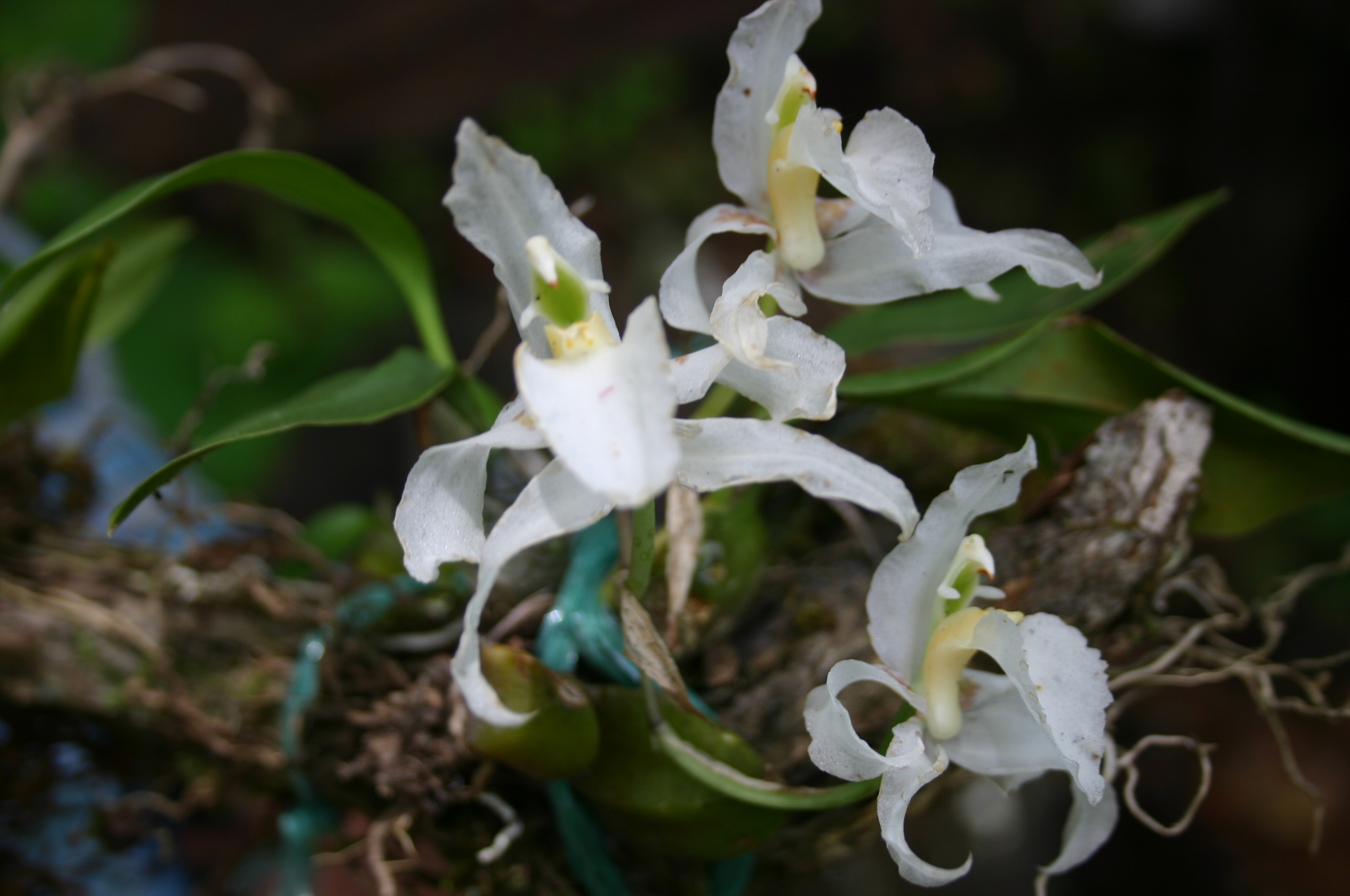
Rhynchostele galeottiana

## Systematyka
Rodzaj sklasyfikowany do podplemienia Oncidiinae w plemieniu Cymbidieae, podrodzina epidendronowe (Epidendroideae), rodzina storczykowate (Orchidaceae), rząd szparagowce (Asparagales) w obrębie roślin jednoliściennych.
Wykaz gatunków
- Rhynchostele aptera (Lex.) Soto Arenas & Salazar
- Rhynchostele bictoniensis (Bateman) Soto Arenas & Salazar
- Rhynchostele candidula (Rchb.f.) Soto Arenas & Salazar
- Rhynchostele cervantesii (Lex.) Soto Arenas & Salazar
- Rhynchostele cordata (Lindl.) Soto Arenas & Salazar
- Rhynchostele ehrenbergii (Link, Klotzsch & Otto) Soto Arenas & Salazar
- Rhynchostele galeottiana (A.Rich.) Soto Arenas & Salazar
- Rhynchostele hortensiae (R.L.Rodr.) Soto Arenas & Salazar
- Rhynchostele londesboroughiana (Rchb.f.) Soto Arenas & Salazar
- Rhynchostele maculata (Lex.) Soto Arenas & Salazar
- Rhynchostele madrensis (Rchb.f.) Soto Arenas & Salazar
- Rhynchostele majalis (Rchb.f.) Soto Arenas & Salazar
- Rhynchostele oscarii Archila
- Rhynchostele pygmaea (Lindl.) Rchb.f.
- Rhynchostele rossii (Lindl.) Soto Arenas & Salazar
- Rhynchostele stellata (Lindl.) Soto Arenas & Salazar
- Rhynchostele ureskinneri (Lindl.) Soto Arenas & Salazar

Wykaz hybryd
- Rhynchostele × humeana (Rchb.f.) Soto Arenas & Salazar
- Rhynchostele × vexativa (Rchb.f.) Soto Arenas & Salazar